# 波什福
波什福，是匈牙利沃什州所辖的一个村，总面积5.35平方公里，总人口290，人口密度54.2人/平方公里（2010年1月1日）。